# Caminador
|  | Aquest article tracta sobre l'estri per a ajudar a caminar els discapacitats. Vegeu-ne altres significats a «caminador (desambiguació)». |

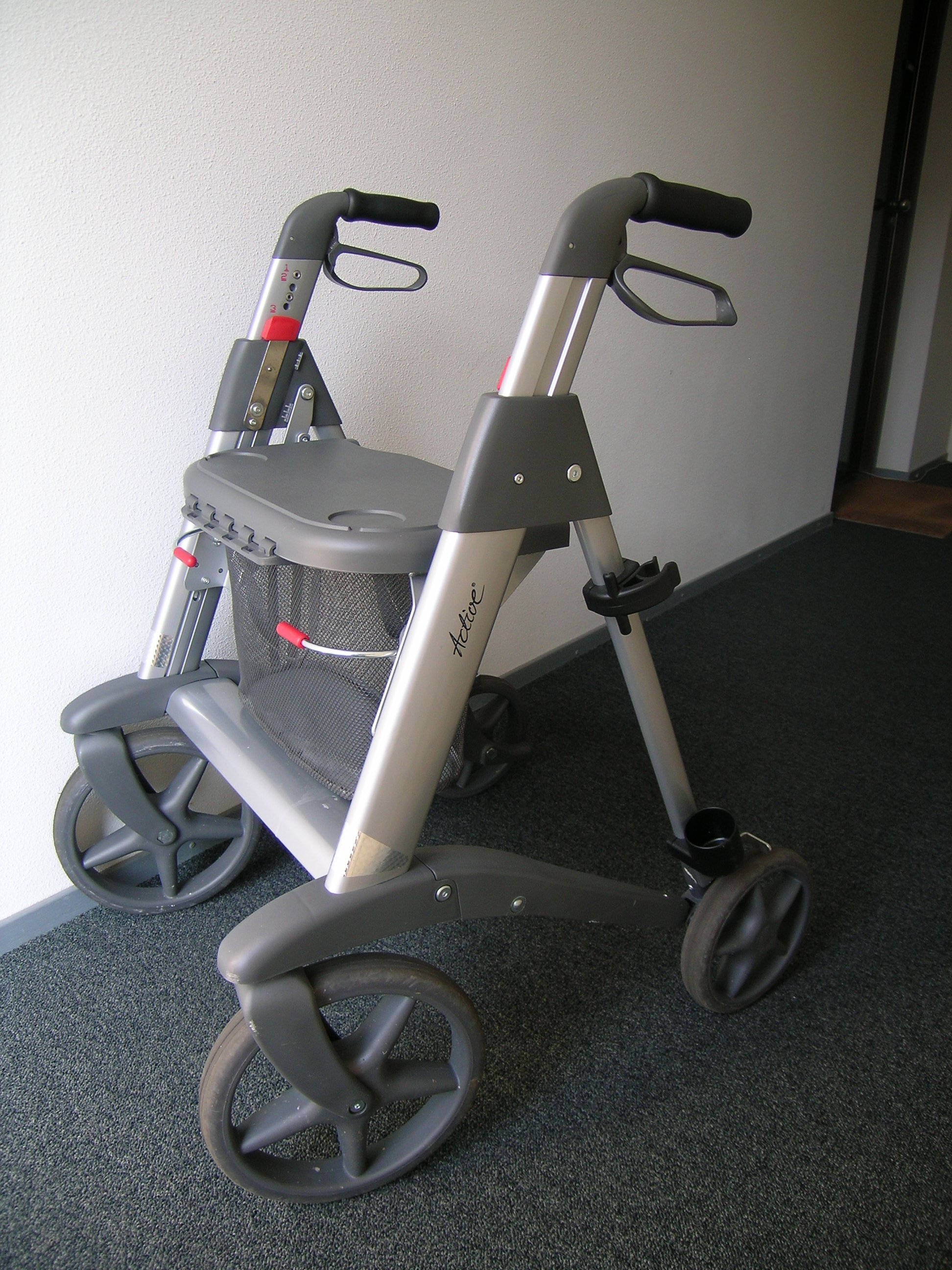
Un caminador amb rodes modern

Un caminador és un estri per a persones discapacitades que han menester d'ajuda per a estar-se drets i mantenir l'equilibri mentre caminen.
Serveix per a assistir el caminar quan una o ambdues extremitats inferiors requereixen suport addicional durant el desplaçament, normalment quan la persona pateix alguna classe d'incapacitat per estar-se dempeus o per moure alguna de les esmentades extremitats inferiors.
Generalment es fa ús dels caminadors, com a solució per a facilitar el caminar de l'individu quan els altres sistemes (bastons i crosses), són insuficients per a garantir l'equilibri i no podrien evitar de caure a terra.

## Varietats
La mida d'alguns caminadors pot ser ajustable (amb rodes o sense). Hi ha caminadors específicament dissenyats per a nens i també n'hi ha un tipus per gossos amb dues rodetes. El caminador amb rodes (suec: rollator) per a humans es va inventar a Suècia.

## Caminador per gossos
Aquesta mena de caminador ofereix suport i estabilitat als gossos, els permet de sostenir-se parcialment sobre les potes del darrere i continuar-les d'utilitzar.
És adequat per als gossos que tenen problemes de mobilitat a les seves potes del darrere (o són inestables). Els ajuda a fer exercici amb les potes del darrere i pot ajudar a mantenir-ne la mobilitat que els resta o, en alguns casos, ajudar a millorar-la.